# The Unforgiving
The Unforgiving (titulado «Lo despiadado» en español) es el quinto álbum de estudio de la banda de metal sinfónico Within Temptation.El álbum fue lanzado junto con una serie de cómics y otra de cortometrajes, para abarcar una historia conceptual. El primer sencillo, «Faster», fue lanzado el 21 de enero, y el primer cortometraje, Mother Maiden, fue lanzado diez días después, el 31 de enero.
El segundo cortometraje, Sinéad se publicó el 21 de marzo. En noviembre de 2012, el álbum vendió 313 790 copias en el sitio web iTunes.

## Historia
La primera mención de un nuevo álbum fue en octubre de 2008, cuando la banda estaba terminando su gira de The Heart of Everything. El álbum fue planeado originalmente para grabarse en 2009, pero se retrasó por el nacimiento del segundo hijo de la vocalista Sharon den Adel y el guitarrista Robert Westerholt. En una entrevista para Metal-Ways en Appelpop 2008, Westerholt declaró sobre el álbum:

«Probablemente sea una especie de concepto, pero es muy temprano aunque en realidad nada es seguro todavía. Pero estamos tratando de mirar en esa dirección».

El álbum se grabó entre el verano y otoño de 2010. En noviembre, la banda anunció a través de su página web que el álbum se titularía The Unforgiving, y que sería lanzado en marzo de 2011. La banda también anunció que la gira prevista para la primavera de 2011 había sido trasladada para el otoño europeo debido al tercer embarazo de Sharon.
El 13 de diciembre de 2010, la banda anunció el título de una canción nueva del álbum. «Where is the Edge» se publicó el 15 de diciembre de 2010, junto con un vídeo musical con escenas de la película Me & Mr Jones. La banda también declaró que el álbum sería lanzado junto con una serie de cómics que llevarían el mismo nombre. El primer sencillo, «Faster», su estreno mundial fue el 21 de enero de 2011 a través de la estación 96.3 Rock Radio. La banda también reveló que, junto con el álbum y la serie de cómics, tres cortometrajes iban a ser publicados. El primero de ellos, Mother Maiden salió a la luz el 31 de enero con el vídeo musical «Faster».

## Concepto

### Primeras ideas y realización

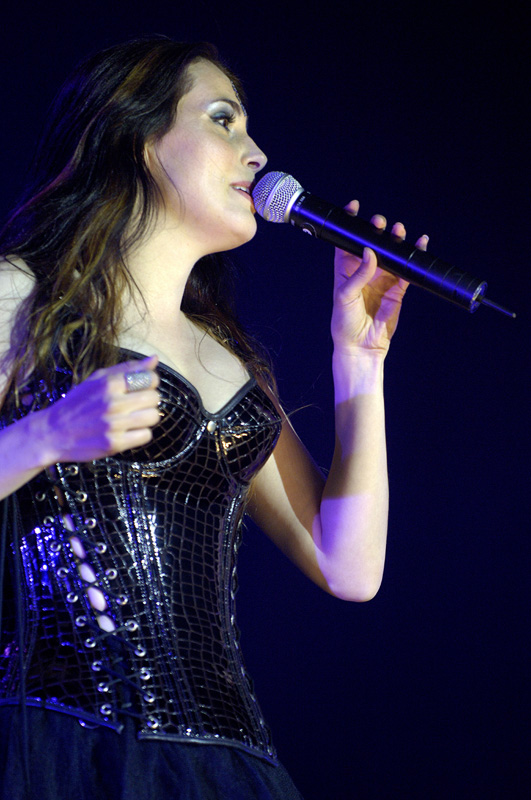
La cantante Sharon Den Adel fue la compositora principal de The Unforgiving y también de todos los álbumes del grupo.

En un principio The Unforgiving se iba a proponer como banda sonora de una película, sin embargo una película podía retrasar la salida del álbum. La cantante Sharon den Adel dijo en una entrevista:

Lo que sucedió es que queríamos escribir el soundtrack para una película. Estábamos buscando una buena película, con una buena historia y todas tenían diferentes fechas de estreno. Si algo sale mal, una película puede ser pospuesta fácilmente para el año siguiente, y no podíamos correr ese riesgo, si no teníamos que también posponer nuestro álbum. Entonces, decidimos tomar cartas en el asunto.

Por lo tanto, la banda decidió crear su propia historia, así que acudieron con el escritor de Chronicles of Spellborn, a quien conocieron tras haber trabajado en la canción «The Howling» para promover dicho videojuego. Spellborn invitó a Steven O'Connell para que se integrara en el proyecto. Al principio O'Conell le propuso a la banda una historia más fantástica, con zombis, pero no convenció a Within Temptation, pues ellos buscaban algo más maduro y misterioso. Entonces le hablaron sobre la clase de películas y libros que les gustaban y sobre la base de eso se le ocurrió una historia acerca de personas que habían hecho las cosas mal, pero no porque fueran malas, sino porque tomaron malas decisiones.
Durante el proceso de creación, la banda también fue aportando sus propias ideas, en un primer momento el personaje de Sinéad fue llamado Maya, una mujer de Sudamérica, pero cuando la música para Sinéad fue terminada, sintieron que ese nombre no encajaba. Entonces le preguntaron a Steven si podían cambiar su nombre, a lo que él respondió: Bien, esa es una buena idea ¡Vamos a devolverla a Dublín!.
Cuando se filmaron los tres cortometrajes y vídeos musicales: Mother Maiden (Faster), Sinéad y Triplets  (Shot in the Dark), la banda decidió enfocarse más en las historias que en las partes donde aparecería el grupo:

Queríamos gastar todo el dinero en los cortometrajes. Tienes un presupuesto y tienes que tomar decisiones y, para ser honesta, MTV y todo lo que es similar, no son tan importantes, como lo eran antes. Y cuando estás haciendo un video musical, siempre dicen “No puedes mostrar sangre, ni usar armas de fuego” y nosotros queríamos mostrar de todo: sangre, armas de fuego… de todo! (risas).

### Concepto final
The Unforgiving es un álbum conceptual con canciones inspiradas en la música de los 80, basado en un cómic que lleva el mismo título, fue escrito por Steven O'Connell e ilustrado por Romano Molenaar, y consta de 10 precuelas (publicadas en el sitio web de la banda e incluidas en el DVD de la edición especial) y 6 partes que salián a la venta cada 2 meses. La historia también se desarrolla a través de tres cortometrajes: "Mother Maiden",  "Sinéad" y "Triplets". Los personajes y las historias son retratados en tres formas: por los artistas en el cómic, por la banda en la música, y por los actores en las películas.

## Recepción
En general las opiniones de los críticos fueron positivas, con elogios para la voz de Sharon den Adel y la capacidad innovadora de la banda. Metal Marketing calificó a su «cambio de ritmo», como una carrera «en el punto de inflexión», pero añadió que es «uno de los mejores discos en mucho tiempo». La revista Metalholic argumentó que era «una obra maestra, grande en alcance y épico en sonido y estilo», sin «temas de relleno»; su única crítica fue la fecha de lanzamiento, tan prolongada. Por su parte la revista británica, Big Cheese señaló:«cada canción es gloriosa y la vocalista, Sharon den Adel, es realmente la estrella de este espectáculo». Metal Hammer alabó a la banda por su cambio de estilo y la creación de «una banda sonora de película de suspense sin perder sus elementos sinfónicos característicos». Aunque indicó que los seguidores de su antiguo sonido celta y sinfónico podían sentirse decepcionados, se elogió a la banda por ser «compositores excepcionales».
Classic Rock describió al álbum como «grandilocuente, complejo y rico» así como «ostentoso». El portal web Allmusic fue bastante positivo sobre el álbum, indicando que «no se sale de la rimbombancia o de la sobreexcitación» y que la banda permite «la regla de composición suprema».  Por otro lado Kerrang! lo consideró «muy poco satisfactorio», aunque admitió que es «impecable y elaborado por expertos». Sin embargo la revista Q le dio la crítica más dura hasta al momento, llamando a la banda "la versión metal de T'Pau".

## Promoción
El 15 de diciembre con el lanzamiento de «Where is the Edge», la banda dio la oportunidad a sus admiradores de Facebook de que su nombre apareciera en la edición especial del álbum al compartir el video a través de una aplicación creada por el grupo. Un adelanto del álbum con la canción «In the Middle of the Night» de fondo, fue publicado el 17 de enero de 2011. El 7 y 8 de febrero de 2011, los miembros de Within Temptation viajaron a París para promocionar su nuevo álbum en Francia. Una primera entrevista con Sharon den Adel se publicó en Metal-Ways.com. El 10 de agosto de 2011 comenzó el The Unforgiving Tour. El 9 de mayo de 2012, la banda anunció oficialmente un espectáculo único llamado «Elements» en el Sportpaleis en Amberes en celebración de los quince años de aniversario de la agrupación. La banda fue acompañada por la II Novecentro Orchestra y otros invitados especiales, entre ellos el exvocalista de Orphanage, George Oosthoe. El espectáculo dado en Bélgica se confirmó como parte del DVD/CD titulado Let Us Burn - Elements & Hydra Live In Concert.

## Músicos
- Sharon den Adel - voz
- Robert Westerholt - guitarras
- Ruud Jolie - guitarras
- Jeroen van Veen - bajo
- Martijn Spierenburg - teclado
- Mike Coolen - batería

### Músicos de sesión
- Nicka Hellenberg - percusiones
- Stefan Helleblad - guitarras
- Dawn Mastin - diálogos
- Franck van der Heijden - coro y arreglos orquestrales

### Producción
- Productor:Daniel Gibson para Gibson Music Production
- Coproductor y musicalizador:Stefan Helleblad
- Mezclas :Stefan Glauman desde los Studios Toy Town, Suecia.
- Masterizado por Ted Jansen desde los Studios Sterling, Estados Unidos
- Programador adicional:Martijn Spierenburg
- Ingeniero adicional:Jumo Jimmink

## Canciones
| Edición Estándar |                              |                                                                        |          |  |
| N.º              | Título                       | Escritor(es)                                                           | Duración |  |
| 1.               | «Why Not Me»                 | Sharon den Adel, Robert Westerholt                                     | 0:34     |  |
| 2.               | «Shot In The Dark»           | Sharon den Adel, Robert Westerholt, Daniel Gibson                      | 5:02     |  |
| 3.               | «In The Middle Of The Night» | Sharon den Adel, Robert Westerholt, Daniel Gibson                      | 5:11     |  |
| 4.               | «Faster»                     | Sharon den Adel, Robert Westerholt, Daniel Gibson                      |          |  |
| 5.               | «Fire And Ice»               | Sharon den Adel, Robert Westerholt, Daniel Gibson                      | 3:57     |  |
| 6.               | «Iron»                       | Sharon den Adel, Robert Westerholt, Daniel Gibson                      | 5:41     |  |
| 7.               | «Where Is The Edge»          | Sharon den Adel, Robert Westerholt, Daniel Gibson                      | 3:59     |  |
| 8.               | «Sinéad»                     | Sharon den Adel, Robert Westerholt, Daniel Gibson, Martijn Spierenburg | 4:23     |  |
| 9.               | «Lost»                       | Sharon den Adel, Robert Westerholt, Daniel Gibson                      | 5:14     |  |
| 10.              | «Murder»                     | Sharon den Adel, Robert Westerholt, Daniel Gibson                      | 4:16     |  |
| 11.              | «A Demon’s Fate»             | Sharon den Adel, Robert Westerholt, Daniel Gibson                      | 5:30     |  |
| 12.              | «Stairway To The Skies»      | Sharon den Adel, Robert Westerholt, Daniel Gibson, Martijn Spierenburg | 5:32     |  |

| Edición polaca |          |                                |          |  |
| N.º            | Título   | Escritor(es)                   | Duración |  |
| 13.            | «Utopia» | Sharon den Adel, Daniel Gibson | 3:49     |  |

| Edición japonesa |                 |                                                   |          |  |
| N.º              | Título          | Escritor(es)                                      | Duración |  |
| 13.              | «I Don’t Wanna» | Sharon den Adel, Robert Westerholt, Daniel Gibson | 4:29     |  |
| 14.              | «Empty Eyes»    | Sharon den Adel, Robert Westerholt, Daniel Gibson | 3:42     |  |

| iTunes Deluxe Edition |                  |                                                         |          |  |
| N.º                   | Título           | Escritor(es)                                            | Duración |  |
| 13.                   | «I Don’t Wanna»  | Sharon den Adel, Robert Westerholt, Daniel Gibson       | 4:29     |  |
| 14.                   | «Empty Eyes»     | Sharon den Adel, Robert Westerholt, Daniel Gibson       | 3:42     |  |
| 15.                   | «The Last Dance» | Sharon den Adel, Robert Westerholt, Martijn Spierenburg | 4:36     |  |

| DVD (edición especial) |                                         |          |  |
| N.º                    | Título                                  | Duración |  |
| 1.                     | «Mother Maiden» (Cortometraje)          | 3:22     |  |
| 2.                     | «Faster» (Video musical)                | 4:23     |  |
| 3.                     | «Sinéad» (Cortometraje)                 | 4:32     |  |
| 4.                     | «Sinéad» (Video musical)                | 4:24     |  |
| 5.                     | «Triplets» (Cortometraje)               | 5:19     |  |
| 6.                     | «Shot In The Dark» (Video musical)      | 5:05     |  |
| 7.                     | «The Making Of "The Unforgiving"»       | 20:56    |  |
| 8.                     | «Where Is The Edge» (Video promocional) | 4:56     |  |
| 9.                     | «Utopia» (Video musical)                | 3:50     |  |
| 10.                    | «The Unforgiving: The Prequel Comic»    | 1:25     |  |
| 11.                    | «Créditos»                              | 0:53     |  |
| 12.                    | «Facebook Names»                        | 12:06    |  |

## Posicionamientos en listas

### Semanal
| País            | Lista                                                    | Posición |
| Alemania        | MegaCharts                                               | 2        |
| Australia       | Australian Albums Chart                                  | 27       |
| Austria         | Ö3 Austria Top 40                                        | 7        |
| Bélgica         | Ultratop Flanders                                        | 3        |
| República Checa | ČNS IFPI                                                 | 4        |
| Dinamarca       | Tracklisten                                              | 34       |
| Países Bajos    | MegaCharts                                               | 2        |
| Finlandia       | Mitä hittiä                                              | 3        |
| Francia         | Syndicat National de l'Édition Phonographique            | 18       |
| España          | Productores de Música de España                          | 16       |
| Grecia          | IFPI                                                     | 2        |
| México          | Top 100 México                                           | 66       |
| Noruega         | VG-lista                                                 | 5        |
| Polonia         | ZPAV                                                     | 6        |
| Portugal        | Associação Fonográfica Portuguesa                        | 3        |
| Suecia          | Sverigetopplistan                                        | 7        |
| Suiza           | Schweizer Hitparade                                      | 9        |
| Reino Unido     | Official Rock & Metal Albums Chart Official Albums Chart | 1 2      |
| Estados Unidos  | Billboard 200                                            | 1        |
| Estados Unidos  | Billboard Download Albums                                | 4        |
| Estados Unidos  | Billboard Hard Rock                                      | 6        |
| Estados Unidos  | Álbumes Rock (Billboard)                                 | 14       |

| Año  | Sencillo | País         | Chart                  | Posición |
| ---- | -------- | ------------ | ---------------------- | -------- |
| 2011 | "Faster" | Bélgica      | Belgium Singles Chart  | 20       |
| 2011 | "Faster" | Países Bajos | Dutch Singles Chart    | 11       |
| 2011 | "Faster" | Alemania     | German Singles Chart   | 48       |
| 2011 | "Sinéad" | Austria      | Austrian Singles Chart | 37       |
| 2011 | "Sinéad" | Alemania     | German Singles Chart   | 64       |

| Gráfica (2011)       | Posición |
| -------------------- | -------- |
| Dutch Albums Chart   | 27       |
| Belgian Albums Chart | 40       |
| German Albums Chart  | 98       |

| País    | Certificación (ventas) |
| ------- | ---------------------- |
| Polonia | Oro                    |